# (8169) Mirabeau
(8169) Mirabeau est un astéroïde de la ceinture principale.

## Description
(8169) Mirabeau est un astéroïde de la ceinture principale. Il fut découvert par Eric Walter Elst le 2 août 1991 à l'ESO. Il présente une orbite caractérisée par un demi-grand axe de 3,155 UA, une excentricité de 0,111 et une inclinaison de 2,16° par rapport à l'écliptique.
Il fut nommé en hommage à l'homme politique et orateur Honoré-Gabriel Mirabeau (1749-1791).

## Compléments